# سوارت آر. شرام
سوارت آر. شرام (انگلیسی: Stuart R. Schram؛ زاده ۲۷ فوریهٔ ۱۹۲۴ درگذشته ۸ ژوئیهٔ ۲۰۱۲) یک دانشمند بود.